# Championnat de Tunisie masculin de handball 1987-1988
Navigation
Saison précédente Saison suivante
La saison 1987-1988 du championnat de Tunisie masculin de handball est la 33e édition de la compétition.
Elle est marquée par le premier titre de champion obtenu par l'Étoile sportive du Sahel qui recueille les fruits de ses efforts pour promouvoir le handball après une lutte serrée avec le Club africain, qu'elle devance de deux points après l'avoir battu dans son fief (16-15) en match retour. Ce dernier sauve sa saison par la coupe de Tunisie acquise difficilement contre El Makarem de Mahdia après prolongations. L'Étoile sportive du Sahel brille notamment grâce à trois buteurs : Mohamed Moâtameri (134 buts), Hamadi Jemaïel (133 buts) et Adel Naouar (132 buts).
La relégation touche l'Espoir sportif de Hammam Sousse et le Club athlétique bizertin alors que le Sporting Club de Moknine et El Baath sportif de Béni Khiar, qui ont joué les barrages contre les dauphins de la division d'honneur, réussissent à conserver leur place en division nationale.

## Clubs participants
| - Espérance sportive de Tunis - Club africain - Club sportif de Hammam Lif - Sporting Club de Moknine - Association sportive d'Hammamet - Stade tunisien - Étoile sportive du Sahel - Jeunesse sportive kairouanaise | - Union sportive monastirienne - El Menzah Sport - Club sportif sfaxien - Club athlétique bizertin - El Makarem de Mahdia - El Baath sportif de Béni Khiar - Espoir sportif de Hammam Sousse - Club sportif des cheminots |

## Compétition
Le barème de points servant à établir le classement se décompose ainsi :
- Victoire : 3 points
- Match nul : 2 points
- Défaite : 1 point
- Forfait et match perdu par pénalité : 0 point

### Classement
|    | Équipe                              | Pts | J  | G  | N | P  | Bp  | Bc  | Diff |
| -- | ----------------------------------- | --- | -- | -- | - | -- | --- | --- | ---- |
| 1  | Étoile sportive du Sahel            | 84  | 30 | 25 | 4 | 1  | 745 | 590 | 155  |
| 2  | Club africain (T, C)                | 82  | 30 | 25 | 2 | 3  | 723 | 557 | 166  |
| 3  | Espérance sportive de Tunis         | 74  | 30 | 20 | 4 | 6  | 706 | 596 | 110  |
| 4  | El Makarem de Mahdia                | 62  | 30 | 15 | 2 | 13 | 642 | 620 | 22   |
| 5  | Club sportif de Hammam Lif          | 61  | 30 | 15 | 1 | 14 | 694 | 693 | 1    |
| 6  | El Menzah Sport                     | 60  | 30 | 14 | 2 | 14 | 565 | 592 | -27  |
| 7  | Association sportive d'Hammamet     | 58  | 30 | 12 | 4 | 14 | 698 | 725 | -27  |
| 8  | Union sportive monastirienne        | 58  | 30 | 13 | 2 | 15 | 594 | 662 | -68  |
| 9  | Jeunesse sportive kairouanaise      | 57  | 30 | 12 | 3 | 15 | 641 | 692 | -51  |
| 10 | Stade tunisien                      | 56  | 30 | 12 | 2 | 16 | 621 | 629 | -8   |
| 11 | Club sportif des cheminots (P)      | 56  | 30 | 12 | 2 | 16 | 649 | 580 | 69   |
| 12 | Club sportif sfaxien                | 54  | 30 | 11 | 2 | 17 | 659 | 691 | -32  |
| 13 | Sporting Club de Moknine            | 54  | 30 | 11 | 2 | 17 | 664 | 685 | -21  |
| 14 | El Baath sportif de Béni Khiar (P)  | 53  | 30 | 5  | 9 | 16 | 608 | 677 | -69  |
| 15 | Club athlétique bizertin            | 52  | 30 | 10 | 2 | 18 | 664 | 700 | -36  |
| 16 | Espoir sportif de Hammam Sousse (P) | 39  | 30 | 3  | 3 | 24 | 572 | 680 | -108 |

|  | Champion de Tunisie 1987-1988                                                                |
|  | Relégation directe en deuxième division                                                      |
|  | (T) Tenant du titre (C) Vainqueur de la coupe de Tunisie (P) Club promu de deuxième division |

### Barrages d'accession-relégation
- El Baath sportif de Béni Khiar - Ezzahra Sports[2] : 24-22
- Sporting Club de Moknine - Jeunesse sportive de Chihia[2] : 23-22

### Division d'honneur
Les deux champions de poules, le Stade nabeulien entraîné par Salem Dardouri et le Club sportif hilalien dirigé par Hassen Mnasser, accèdent en division nationale. Leurs dauphins respectifs, Ezzahra Sports et la Jeunesse sportive de Chihia, échouent aux barrages.

## Champion
- Étoile sportive du Sahel
  - Entraîneur : Stephan Wrzesniewski
  - Effectif :

| Joueur               | Âge | Matchs | Buts |
| -------------------- | --- | ------ | ---- |
| Naceur Tarchoun (GB) | 27  | 24     | 0    |
| Teboulbi[Qui ?] (GB) | 20  | 23     | 0    |
| Mohamed Jaïem (GB)   | 24  | 13     | 0    |
| Adel Naouar          | 30  | 30     | 132  |
| Abdelkrim Miâadi     | 33  | 30     | 42   |
| Ayeche Ben Soussia   | 25  | 30     | 60   |
| Hamadi Jemaïel       | 27  | 29     | 133  |
| Nabil Fathallah      | 22  | 28     | 64   |
| Lotfi Ajlani         | 21  | 28     | 77   |
| Mohamed Moâtemri     | 26  | 27     | 134  |
| Lotfi Ben Salah      | 31  | 22     | 31   |
| Nabil Jemaïel        | 23  | 17     | 16   |
| Hedhili Ben Mbarek   | 35  | 14     | 9    |
| Chebil Moâtemri      | 24  | 14     | 2    |
| Ramzi Essid          | 24  | 12     | 5    |
| Riadh Abbadi         | 24  | 9      | 25   |
| Mohamed Fathallah    | 21  | 8      | 13   |
| Kamel Talous         | 26  | 3      | 2    |